# Gabriel Calvo
José Gabriel Calvo Maldonado (Lima, 15 de febrero de 1975), más conocido como Gabriel Calvo, es un actor, empresario, startalent, cantante y presentador de televisión peruano.
Es más conocido por su rol televisivo de Roberto Páez en la telenovela Torbellino.

## Biografía

### Carrera
Su debut actoral se dio con la telenovela juvenil  Obsesión en el año 1996, luego vendría Torbellino, en 1997. Desde ahí, ha participado en películas como Bala Perdida, dirigido por Aldo Salvini; y en telenovelas como Secretos, Andrea, tiempo de amar, María Rosa, búscame una esposa y Vidas Prestadas. Además, ha actuado en series nacionales, entre las que destacan: 1000 oficios, Así es la vida, La fuerza Fénix y Graffiti.
En el año 2010, participó en la obra teatral The Reality Lima Pipol Chou.
En 2024, participó en la temporada de parejas de El gran chef famosos junto con Pablo Saldarriaga. Tras concluir la temporada, fundó con Calvo el programa web Nadie se salva en el canal La Roro Network (del podcaster Carlos Orozco), en el que hablan de experiencias personales y de actualidad. Al mismo tiempo, presentó el programa Studio cocina, que se emite en Alacocina TV.

### Vida personal
En 2010, Gabriel tuvo una relación con la periodista Karina Borrero, quien ese momento ambos trabajaban en Canal N.
En 2011, empezó a salir con María José Vicente, con quién se casó años después y con quien tiene 2 hijos en la actualidad.
En el año 2019 Gabriel Calvo sufría de una Alopecia Androgenética muy marcada, es por esto que se realizó un Trasplante de Cabello en una clínica peruana; consiguiendo un resultado excelente y volviendo a relanzar su carrera artística.

## Filmografía

### Cine
| Año  | Título                         | Papel          | Ref |
| ---- | ------------------------------ | -------------- | --- |
| 1998 | Cundo la ley mata              | Burrier        |     |
| 2001 | Bala Perdida                   |                |     |
| 2008 | Horton y el mundo de los Quién | Voz adiciaonal |     |

## Televisión

### Series y telenovelas
| Año                    | Título                         | Canal                   | Papel                     | Ref |
| ---------------------- | ------------------------------ | ----------------------- | ------------------------- | --- |
| 1996                   | Obsesión                       | Latina Televisión       | Mirko / Patadita          |     |
| 1997                   | Torbellino                     | Latina Televisión       | Roberto Páez Segura       |     |
| 1997                   | Boulevard Torbellino           | Latina Televisión       | Roberto Páez Segura       |     |
| 1998                   |                                | Latina Televisión       | Roberto Páez Segura       |     |
| Secretos               |                                | Felipe Alegre           |                           |     |
| Andrea, tiempo de amar |                                |                         |                           |     |
| 2000                   | Maria Rosa, búscame una esposa | Panamericana telivisión | Federico Forero           |     |
| 2000                   | Vidas prestadas                | Panamericana telivisión | Germán Viterio            |     |
| 2003                   | 1000 Oficios                   | América televisíon      | Ricardo "Richard" Parodi  |     |
| 2006                   | Así es la vida                 | América televisíon      | Jorge Luis "Coco" Sánchez |     |
| 2008                   | Chapulín, el dulce             | Latina Televisión       | "Tajo"                    |     |
| 2008                   | El Gran Reto                   | Latina Televisión       |                           |     |
| 2008                   | La Fuerza Fénix                | Latina Televisión       | Raúl                      |     |
| 2008                   | Graffiti                       | Latina Televisión       | Manuel "Manolo" Carranza  |     |
| 2009                   | Graffiti                       | Latina Televisión       | Manuel "Manolo" Carranza  |     |
| 2010                   | Los exitosos Gomes             | Latina Televisión       | Maquillador               |     |
| 2018                   | Torbellino, 20 años después    | Latina Televisión       | Roberto Páez Segura       |     |
| 2021                   | Junta de vecinos               | América televisíon      | Dr. Javier                |     |
| 2022                   | Junta de vecinos               | América televisíon      | Dr. Javier                |     |

### Programas
| Año  | Título                  | Canal                   | Rol          | Ref |
| ---- | ----------------------- | ----------------------- | ------------ | --- |
| 1997 | Gisela en América       | América televisíon      | Invitado     |     |
| 1997 | Utilísima               |                         | Invitado     |     |
| 1997 | Campaneando             |                         | Invitado     |     |
| 1997 | Maritere                |                         | Invitado     |     |
| 1997 | ¡Chola de Miér...coles! | América televisíon      | Invitado     |     |
| 1998 | Guayaquil Caliente      |                         | Invitado     |     |
| 1999 | A Mil X Hora            |                         | Invitado     |     |
| 2008 | Bailando por un sueño   | Panamericana Televisíon | Concursante  |     |
|      | Sixteam                 |                         | Invitado     |     |
| 2014 | Pequeños gigantes 2     | América televisíon      | Invitado     |     |
| 2024 | El gran chef famosos    | Latina Televisión       | Participante |     |
| 2024 | Studio cocina           | Alacocina Televisión    | Conductor    |     |

### Vídeos musicales
- Torbellino (1997) como Roberto Páez Segura.
- Poco a Poco (1997) como Roberto Páez Segura.

## Teatro
- The Reality Lima Pipol Chow (2010).

## Discografía

### Agrupaciones musicales
- Torbellino (1997–1999; 2018) como Vocalista.

### Álbumes
- Torbellino: Corazón de la Ciudad (1997).

### Temas musicales
- Torbellino (1997).
- Poco a Poco (1997) (Colaboración).
- Solamente Tú (1997) (Colaboración).
- On The Boogie (1997) (Colaboración).
- Noche Azul (1997) (Colaboración).
- Al Límite (1997).
- Juego del Amor (1997) (Colaboración).
- Niña (1997).
- Corazón de la Ciudad (1998).
- Boulevard (1998).
- Por una noche más (Nueva Versión).
- A Mil Por Hora (1999).
- Pierde Cuidado (2018).

### Conciertos
- Campus del Colegio Roosevelt (1997).
- Feria de Durán (1998).

### Giras musicales
- Gira Nacional (1997–1998).
- Medley (1997–1999).
- Gira Guayaquil (Ecuador) (1998).